# Vrlika
Vrlika ist eine Stadt in Dalmatien im südlichen Teil Kroatiens, die zur Gespanschaft Split-Dalmatien gehört. Nach der Volkszählung von 2011 hatte die Stadt 2.177 Einwohner. 

## Geographie
Die Stadt liegt im dalmatinischen Hinterland an der Nationalstraße D 1, unweit des Peruća-Sees, der durch Aufstauung des Flusses Cetina entstanden ist. Sinj liegt 40 km südöstlich, Knin etwa 30 km nordwestlich von Vrlika.

## Stadtgliederung
Zur Stadtgemeinde gehören folgende Ortschaften:
| Ortsname | Fläche    | Einwohner |
| Vrlika   | 07,86 km² | 828       |
| Garjak   | 26,32 km² | 088       |
| Ježević  | 23,23 km² | 236       |
| Koljane  | 67,42 km² | 021       |
| Kosore   | 05,09 km² | 191       |
| Maovice  | 27,57 km² | 380       |
| Otišić   | 51,01 km² | 023       |
| Podosoje | 10,33 km² | 194       |
| Vinalić  | 08,90 km² | 216       |

Beim Ortsteil Koljane liegt das serbisch-orthodoxe Kloster Dragović.

## In Vrlika geboren
- Milan Begović (1876–1948), Schriftsteller und Dramaturg

## Nachweise
1. ↑  Gradonacelnik.hr (kroatisch), abgerufen am 26. Januar 2018